# Puerta Baja
La puerta Baja es una de las puertas que da acceso al recinto defensivo de la muralla de Daroca. Fue declarada monumento nacional junto con el resto del conjunto de fortificaciones de Daroca en resolución: 03/06/1931 Publicación: 04/06/1931. 

## Descripción
La puerta monumental que contemplamos en la actualidad enmarca un arco rebajado visto desde el exterior y apuntado visto desde el interior sobre el que existe una estructura a modo de cuerpo de guardia con pequeñas aspilleras. El arco está flanqueado por dos potentes torreones de piedra sillar de planta cuadrada, con alguna saetera sobre los muros y que en las plantas superiores abre algún otro pequeño vano. Las torres están rematadas con matacanes almenados apoyados en ménsulas de modillones de rollo, conformando como pequeños arcos de medio punto.
El resultado de la estructura actual corresponde a las obras realizadas en la puerta preexistente del siglo XIII y que se llevaron a cabo a partir de 1451, cuando se construyeron los dos torreones que flanquean la puerta.
El del lado derecho de la fotografía corresponde a un recrecimiento de uno existente con anterioridad, mientras que el otro es de nueva construcción. Asimismo en la zona sobre la puerta se construyó la galería de arquillos de medio punto.
Ya en el siglo XVI se rebajó el arco de acceso incrustando el escudo imperial de Carlos V, quedando tal y como la vemos hoy en día.

## Galería de imágenes

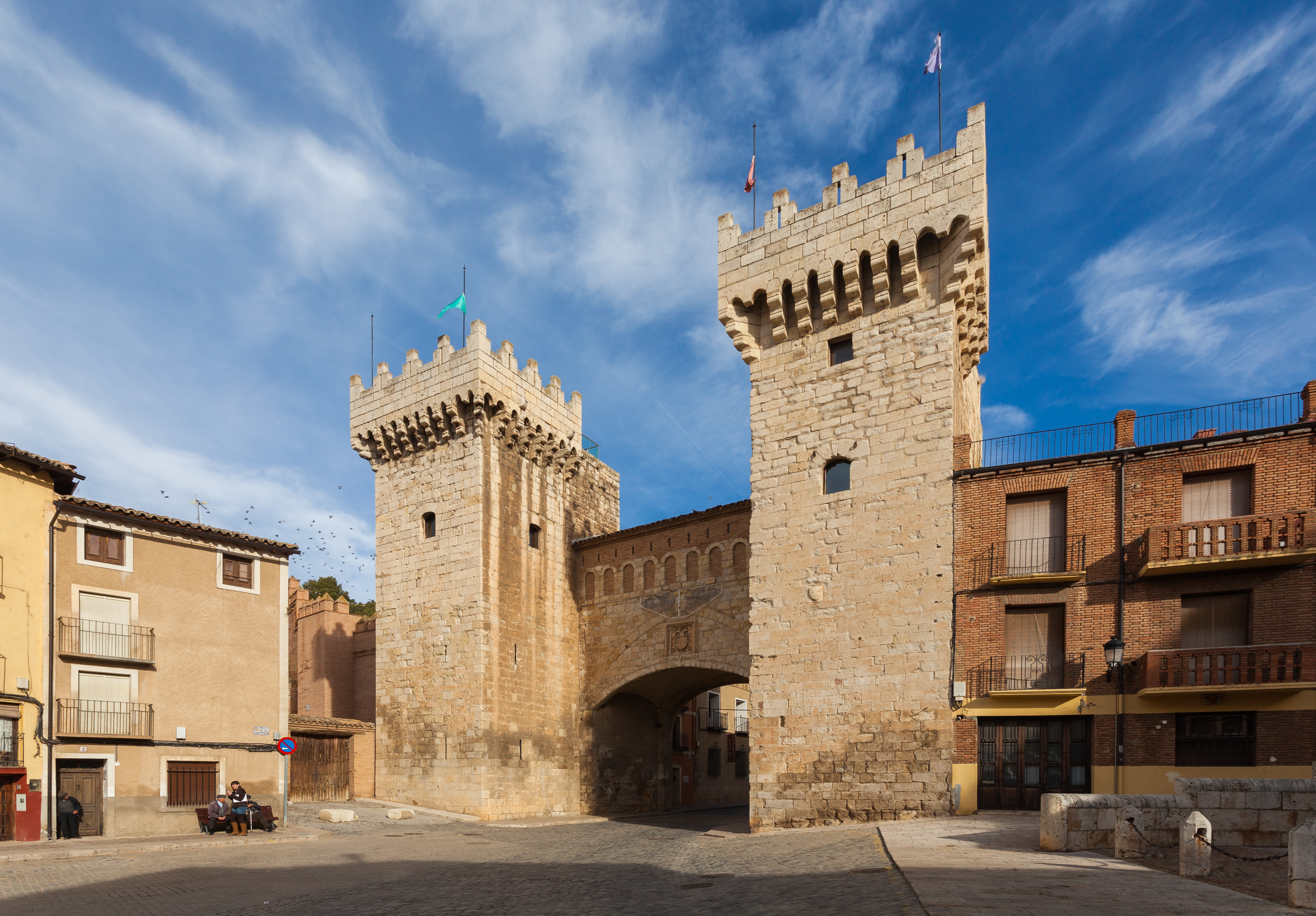
Vista general.
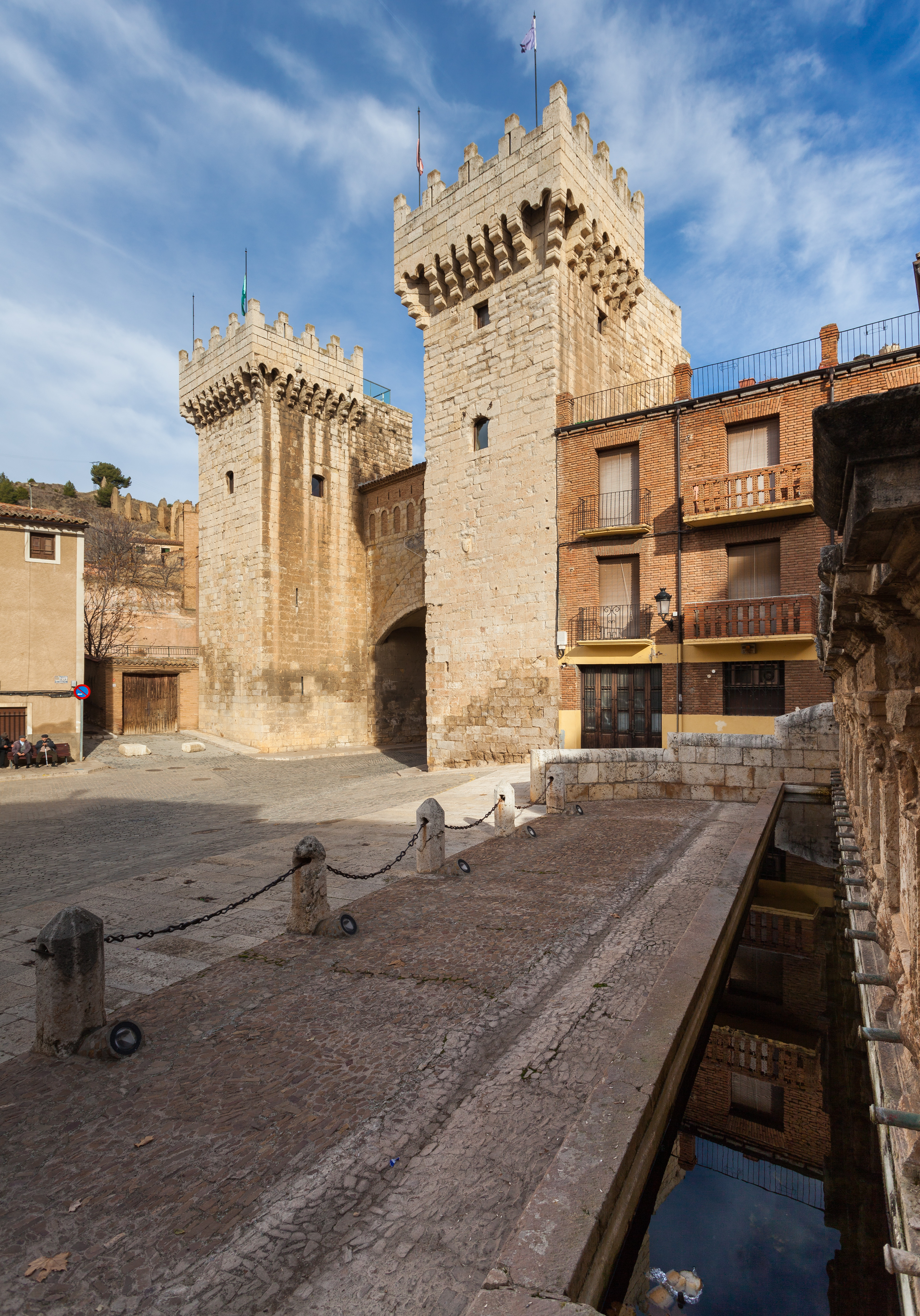
Vista de la fuente con la puerta al fondo.
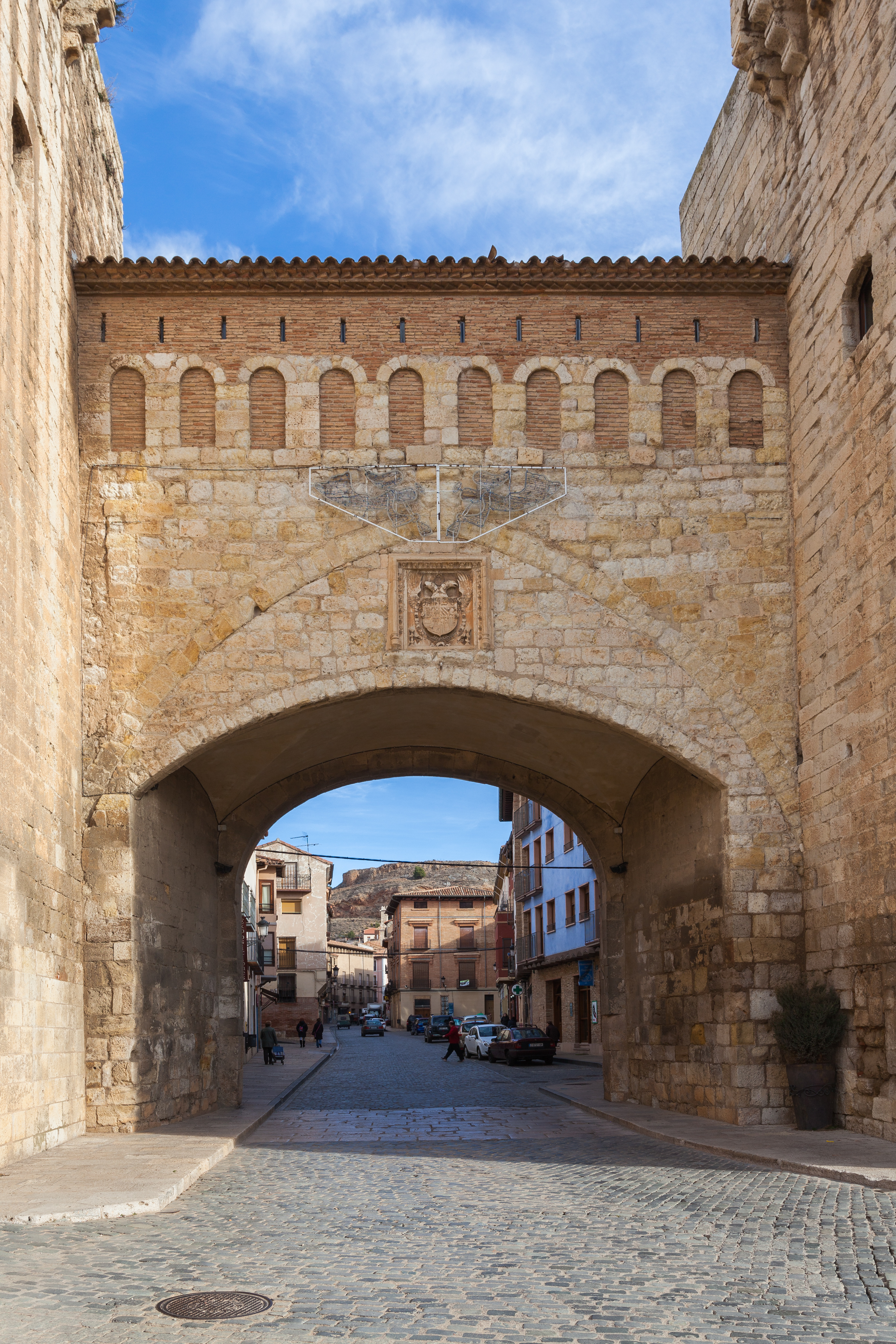
Detalle de la puerta.
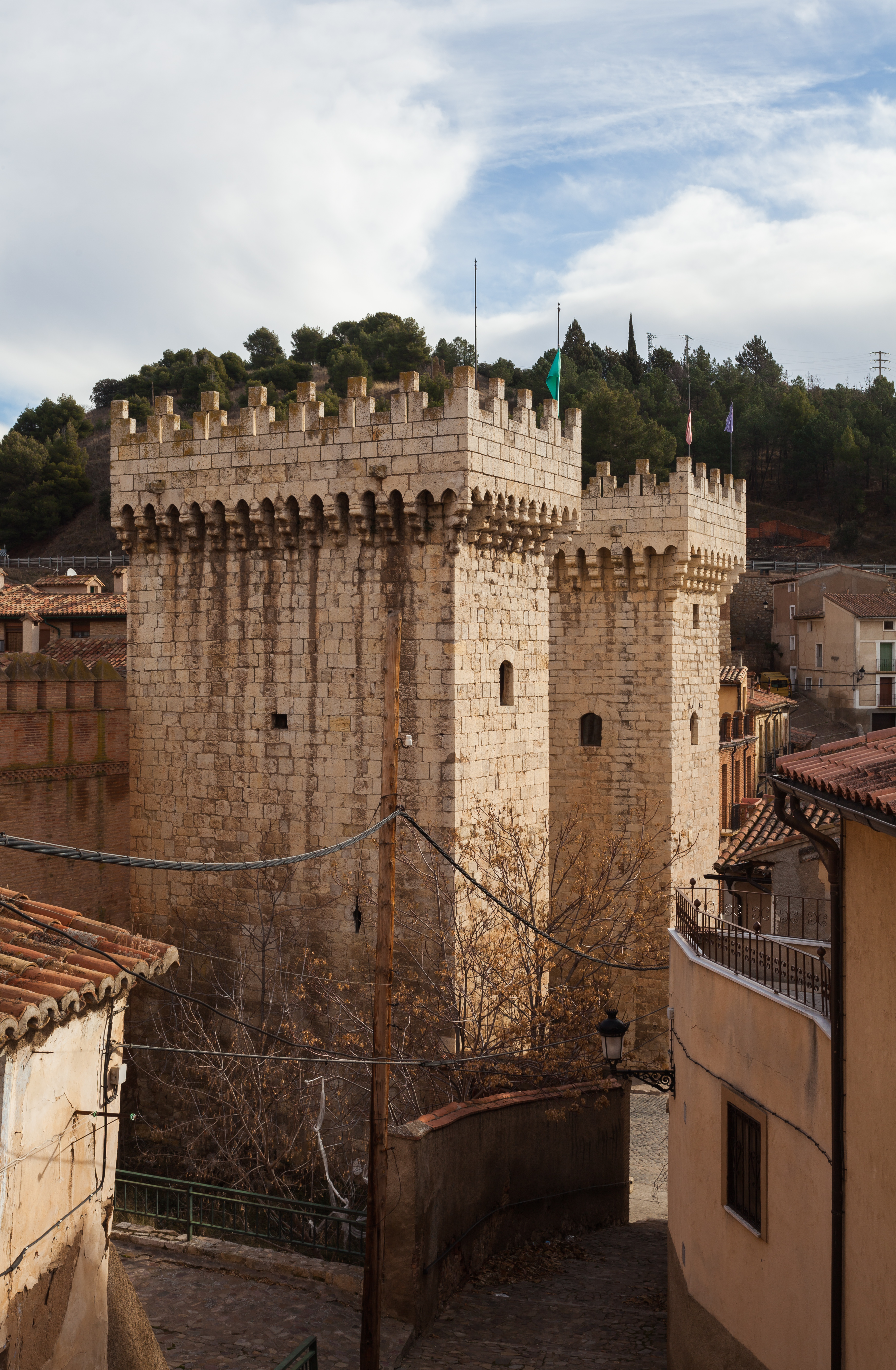
Detalle de las torres.